# Falealupo
Faleālupo è un villaggio samoano sull'estremità occidentale dell'isola di Savaiʻi, a 20 km dalla Linea internazionale del cambio di data usata fino al 29 dicembre 2011. Il villaggio consta di due insediamenti principali, Faleālupo-Uta, situato nell'interno presso la strada carrozzabile principale dell'isola, e Faleālupo-Tai, situato sulla costa. La strada che vi conduce, in gran parte non asfaltata, dista circa 9 km dalla strada principale.
Per la sua localizzazione nella parte occidentale dell'isola e a causa del fatto che Samoa è appena a est della Linea internazionale del cambio di data, Faleālupo è stata descritta come "l'ultimo villaggio nel mondo ove si può vedere il tramonto di ogni giorno". Ciò è oggi mutato, poiché il governo di Samoa ha spostato la Linea internazionale del cambio di data a est del paese nel 2011.
Le famiglie si sono spostate verso l'interno per la maggior comodità di vivere vicino alla strada principale, potendo così utilizzare i mezzi pubblici, ma anche a causa delle devastazioni provocate dai cicloni dei primi anni novanta.

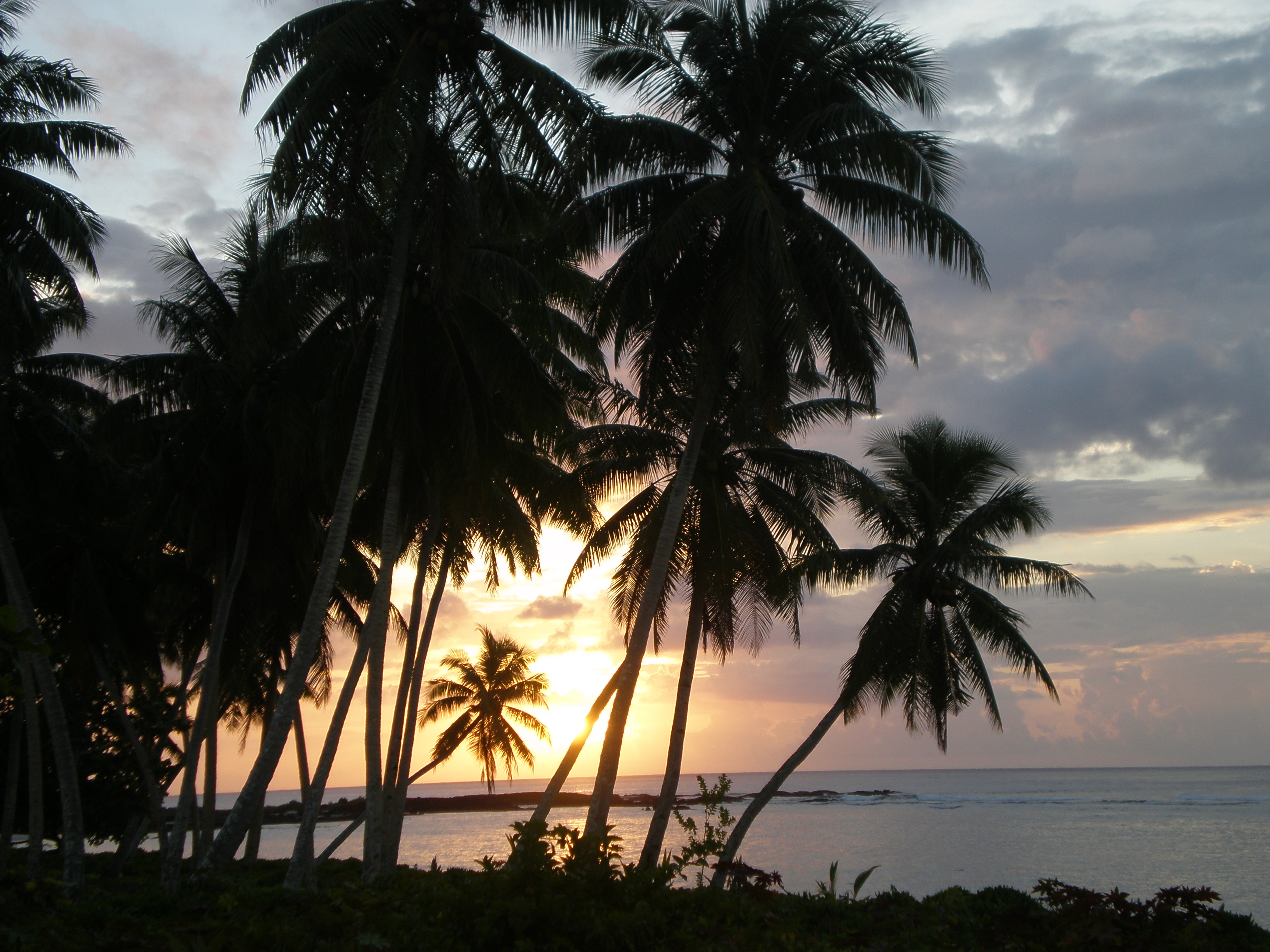
Tramonto a Faleālupo

Faleālupo-Uta ha piccolo negozi e possibilità di trasferimento di fondi tramite Western Union, mentre a Faleālupo-tai vi sono capanne da spiaggia e un negozio.
L'insediamento è parte del faipule (circondario elettorale) di Faleālupo, a sua volta governato dal più ampio distretto amministrativo di Vaisigano.

## Miti e leggende
Falealupo è citata in diversi miti e leggende della mitologia samoana.
Nel mare al punto più lontano della penisola, il Fafā, una roccia vulcanica emergente dal mare, è considerata dalle leggende il collegamento con il mondo sotterraneo Pulotu, ove risiedono gli aitu, spiriti delle persone decedute.
Pulotu è governato da Saveasi'uleo, padre di Nafanua, una dea della guerra proveniente da Falealupo. Un'altra leggenda narra che la madre di Nafanua è Tilafaiga, che importò l'arte del tatuaggio samoano (Pe'a) con la sorella Taema da Fiti. Il villaggio è anche associato alla leggenda di Moso.

## Conservazione della foresta pluviale di Falealupo

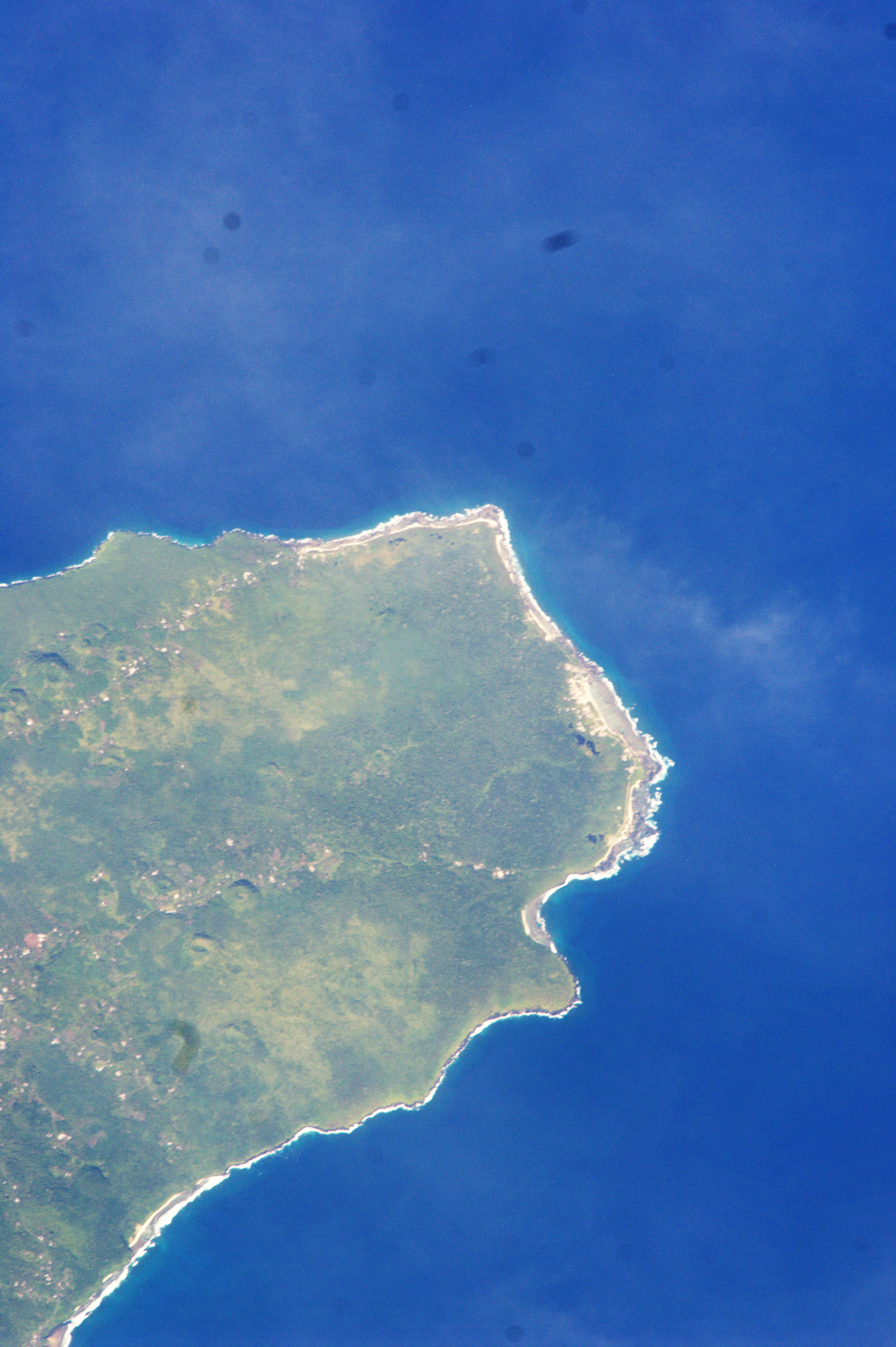
Immagine satellitare di Falealupo all'estremità occidentale dell'isola di Savai'i. (Foto NASA, 2009).

Il territorio di Falealupo comprende ampi tratti di foresta pluviale. Gran parte della terra di Samoa è di proprietà del villaggio locale, governato dalla famiglia matai, prevalentemente a capo di una famiglia estesa. Nel 1990 il governo delle Samoa diede al remoto villaggio di Falealupo un ultimatum affinché costruisse una scuola migliore, altrimenti gli insegnanti sarebbero stati trasferiti e i loro figli non avrebbero più avuto un'istruzione.
L'istruzione a Samoa è gestita in partenariato tra i comuni e il governo centrale, e con gran parte della terra di proprietà comune, i villaggi provvedono terra e fabbricati scolastici mentre il governo centrale fornisce gli insegnanti.
Gran parte dell'economia dell'isola è un'economia di sussistenza basata sulle piantagioni e sulla pesca, senza che vi siano altre fonti di reddito. Gli abitanti vendettero i diritti di disboscamento della foresta pluviale. Prima però che il disboscamento avesse inizio, il fondatore e presidente di Seacology, Paul Alan Cox, un etnobotanico statunitense, che aveva vissuto con la famiglia nel villaggio, scoprì che la foresta vergine pluviale che circonda Falealupo stava per essere disboscata. Cox si diede da fare con i capi del villaggio e promise di raccogliere i fondi per la scuola in cambio di un patto che proteggesse i 120 km2 di foresta pluviale.

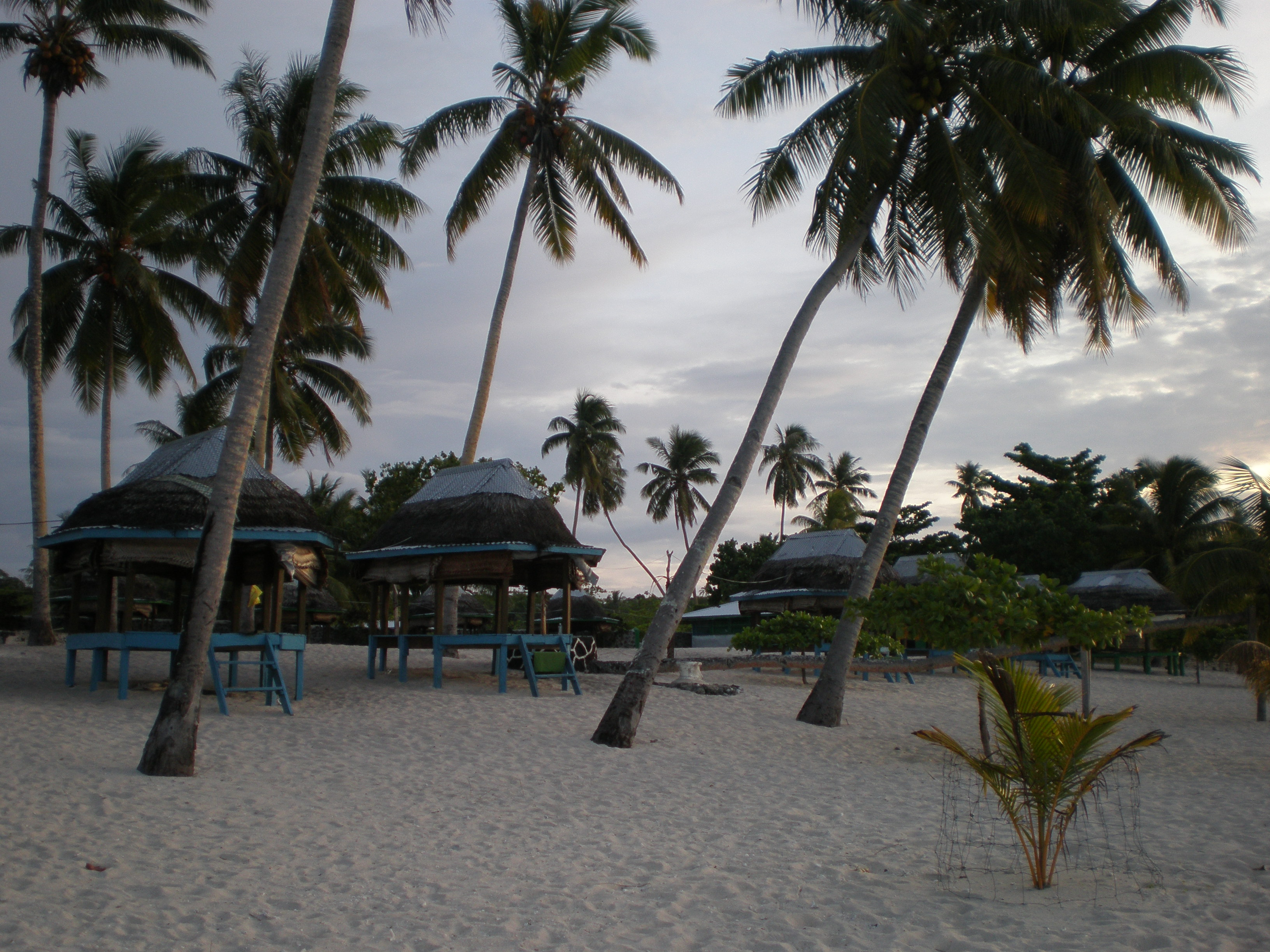
Capanne balneari a Falealupo, sistemazione locale per i turisti

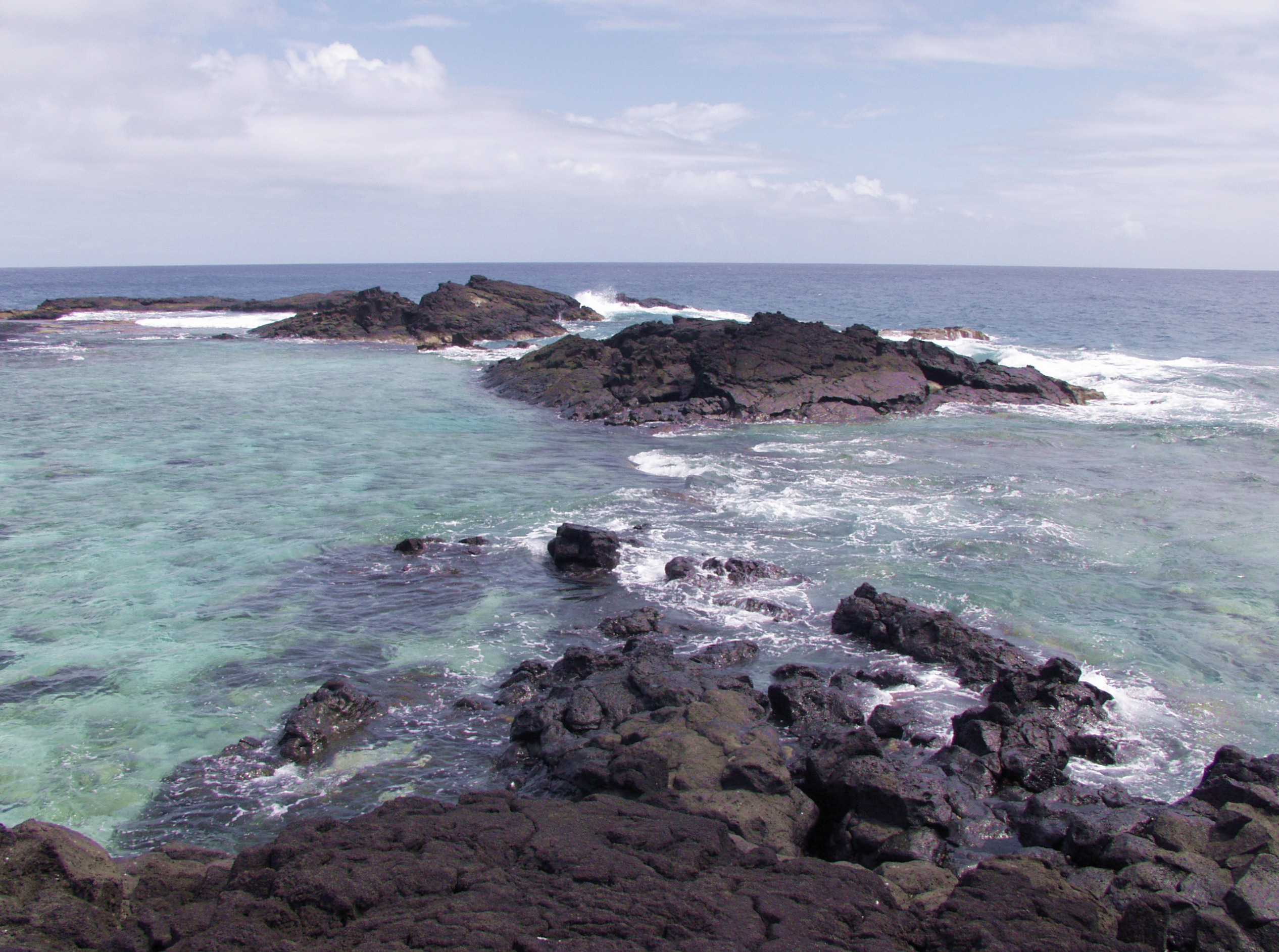
Veduta verso ovest sulla punta occidentale di Savai'i

La Scuola della foresta pluviale di Falealupo fu eretta e il villaggio conferì a Paul Cox, Ken Murdock, e Rex Maughan il titolo di matai. In riconoscimento dei suoi risultati, nel 1997 Cox, insieme all'ex Gran Capo Fuiono Senio, ebbe il prestigioso Premio ambientale Goldman.  Cox donò la sua quota del premio a Seacology, che utilizza i fondi per mantenere il percorso aereo coperto della foresta pluviale, dedicato nel 1997. Seacology realizzò il camminamento, che è ora di proprietà del villaggio, che lo utilizza per ottenere ricavi per la comunità dall'ecoturismo. Alla cerimonia di dedicazione, fu annunciato che il villaggio avrebbe esteso di 50 anni il patto e promesso di proteggere la foresta pluviale per sempre.
Nel 1989 fu riconosciuto da Falealupo a Cox il titolo di Capo matai, Nafanua, in onore della sua opera. Il titolo è stato registrato con le Terre samoane e presso il tribunale dei titoli. 
Nel 1999, il villaggio annunciò che, iniziando dal 1º gennaio 2000 gli introiti mensili del turismo ottenuti dal percorso aereo sarebbero stati utilizzati per finanziare un fondo pensioni per gli anziani del villaggio. Nel 2008 la via fu chiusa a causa della marcescenza di una torre in legno alta 10 metri in un gigantesco baniano. Seacology finanziò e costruì una nuova torre in alluminio che fu terminata e inaugurata il 10 giugno 2010.
L'inizio del cammino aereo nella foresta pluviale di Falealupo dista circa 2 chilometri dalla strada principale, nella direzione di Falealupo Tai. Ai visitatori del villaggio che desiderano percorrere il cammino aereo nella foresta è richiesto un modesto pedaggio.